# Sakugen Shūryō

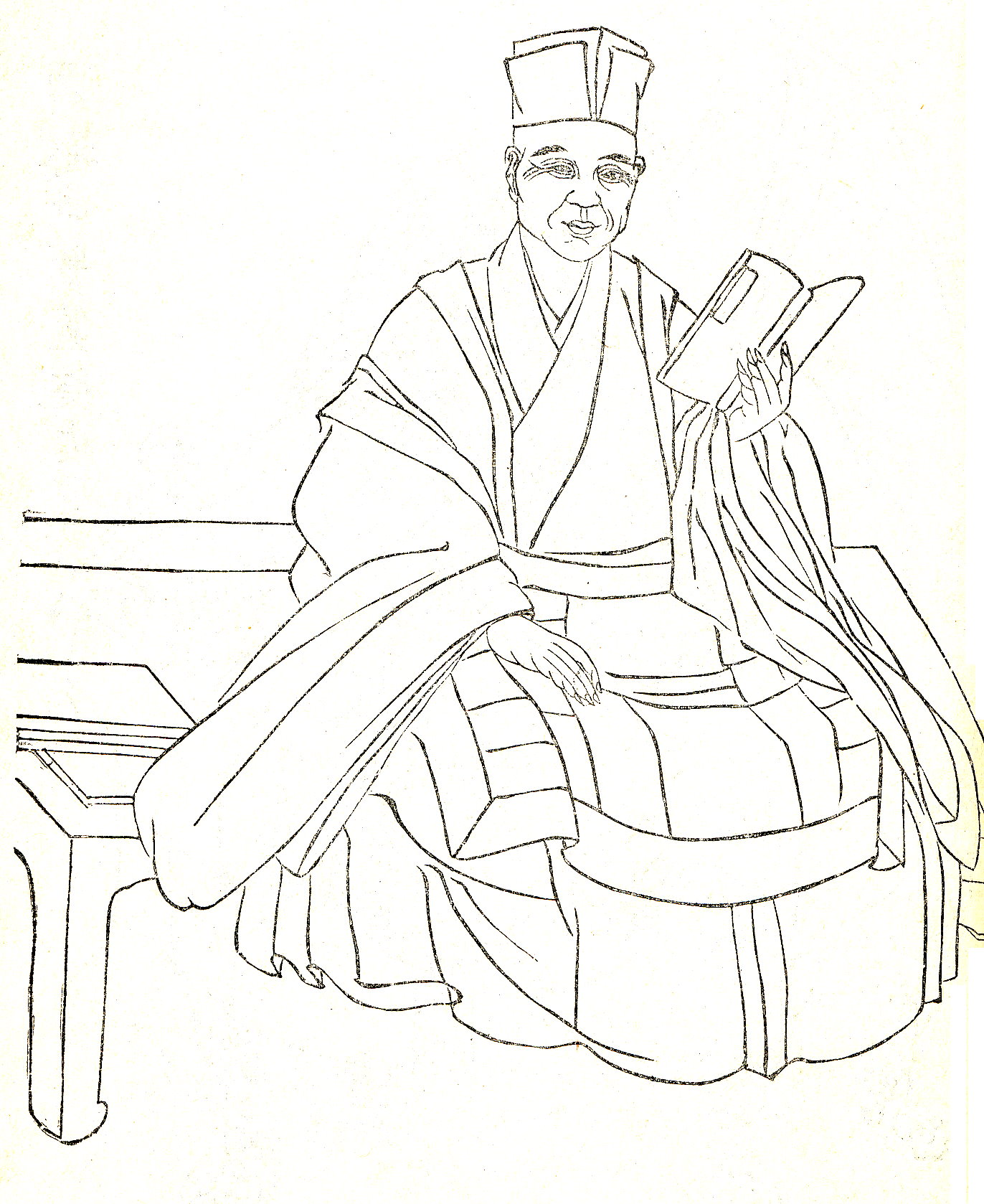
Sakugen Shūryō, de Shūko-Jyusshu

Sakugen Shūryō (策彦 周良?  19 de abril de 1501 – 23 de julio de 1579) fue un monje budista zen japonés, poeta y diplomático en el período Muromachi. Fue el principal enviado de una misión de 1547 enviada por el shogunato Ashikaga a la corte del emperador Jiajing en Beijing.

## Tenryū-ji Abad
Sakugen era miembro de la comunidad de monjes de Tenryū-ji antes de sus viajes a China de 1538 a 1541 y de 1546 a 1550.
Fue el vice-enviado de la misión que viajó a China en 1541. Las negociaciones comerciales se desarrollaron sin problemas, y en los meses de ocio de su estancia, Sakugen pasó su tiempo haciendo turismo, visitando a los poetas chinos y estudiando los estilos de composición chinos. Más tarde escribiría varios libros sobre sus experiencias en China.
En China, Sakugen compró o recibió como regalo 17 libros que luego fueron copiados y distribuidos en Japón.
Sería nombrado abad del monasterio Tenryū-ji.

## Misiones a China
El beneficio económico del sistema de tributación sinocéntrico era un comercio rentable. El comercio de recuento (kangō bōeki o kanhe maoyi en chino) implicaba intercambios de productos japoneses por productos chinos. El "recuento" chino era un certificado emitido por el Ming. Las primeras 100 cuentas de este tipo se transmitieron al Japón en 1404. Solo aquellos con esta prueba formal de permiso imperial representada por el documento podían viajar y comerciar oficialmente dentro de las fronteras de China; y solo las misiones diplomáticas que presentaban recuentos auténticos eran recibidas como embajadores legítimos.
| Año       | Remitente | Enviados                                                          | Monarca chino | Comentarios |
| --------- | --------- | ----------------------------------------------------------------- | ------------- | --- |
| 1539–1541 | Yoshiharu | Koshin Sekitei, jefe de envió; Sakugen Shūryō, enviado secundario | Jiajing       | Partido de 456; misión Ōuchi |
| 1547–1549 | Yoshiteru | Shūryō                                                            | Jiajing       | Partido de 637; barcos de Ōuchi; regresado de Hongzhi y Zhengde; cuentas;[5] informado que algunos de las cuentas de Hongzhi habían sido robadas. |